# PostmarketOS
postmarketOS (сокращенно pmOS) — операционная система на основе дистрибутива Alpine Linux, разрабатываемая в основном для смартфонов.
Проект postmarketOS был запущен 26 мая 2017 года; исходный код изначально был доступен на GitHub, но в 2018 был перенесен на GitLab.
postmarketOS может работать с различными пользовательскими интерфейсами на основе X и Wayland, такими как Plasma Mobile, MATE, GNOME 3 и XFCE; в более поздних обновлениях добавлена поддержка Unity 8 и Phosh. postmarketOS также позволяет использовать Docker, если специфичное для устройства ядро собрано с поддержкой cgroups.
Проект призван обеспечить десятилетний жизненный цикл смартфонов.
Операционная система поддерживает более 250 устройств. Среди них PinePhone, который продается с предустановленной postmarketOS.
С 2024 г. обновленный дистрибутив postmarketOS научился работать на компьютерах с процессорами Intel и AMD архитектуры X86-64. 

## Архитектура
В отличие от многих других проектов, переносящих обычные дистрибутивы Linux на телефоны Android, postmarketOS не использует систему сборки Android или его пользовательское пространство. У каждого телефона есть только один уникальный пакет, и с помощью специальной утилиты pmbootstrap собирается образ из обычных linux-пакетов. 
Проект намеревается поддерживать mainline ядро Linux на всех устройствах вместо зачастую устаревшего вендор-специфичного Android ядра, чтобы снизить вероятность уязвимостей системы безопасности и уменьшить фрагментацию кодовой базы однотипными форками ядра Linux; некоторые устройства уже могут загружать mainline-ядро.